# بچه‌های نیمه‌شب
بچه‌های نیمه‌شب رمانی است نوشته سلمان رشدی، در سال ۱۹۸۱. سلمان رشدی در این رمان به دوران گذار از استعمار انگلیس به استقلال هند می‌پردازد. این رمان را می‌توان نمونه‌ای از ادبیات پسااستعماری و رئالیسم جادویی دانست. رویدادهای این رمان در بستر اتفاقات تاریخی رخ می‌دهد و از این رو می‌توان آن با را رمانی تاریخی هم قلمداد کرد.
بچه‌های نیمه‌شب جایزه بوکر ۱۹۸۱ و جایزه جیمز تیت بلک مموریال را در همان سال از آن خود کرد. در جشن سالگرد بیست و پنجمین و چهلمین سال برگزاری جایزه بوکر، در ۱۹۹۳ و ۲۰۰۸، بچه‌های نیمه‌شب جایزه بوکر بوکرها و جایزه بهترین برگزیدگان بوکر در همه زمان‌ها را برنده شد. همچنین این رمان تنها رمان هندی است که در لیست ۱۰۰ رمان برتر انگلیسی زبان مجله تایم از زمان انتشار در سال ۱۹۲۳ آن تاکنون قرار گرفته‌است.

## طرح داستان
بچه‌های نیمه‌شب داستانی است حکایت‌گونه و تمثیلی از حوادث هند، قبل و بعد از استقلال هند و جدایی از پاکستان، که در نیمه‌شب ۱۵ اوت ۱۹۴۷ اتفاق افتاد. قهرمان و راوی داستان سلیم سینایی است که درست در لحظه اعلام استقلال هند متولد شده‌است. او قدرت‌هایی ماوراء طبیعی از قبیل تله‌پاتی دارد و آب دماغش همیشه آویزان است.
رمان به سه بخش تقسیم شده‌است.
بچه‌های نیمه‌شب داستان خانواده سینایی و رویدادهایی پیش از استقلال هند و جدایی از پاکستان را روایت می‌کند و این دو خط داستانی را به شیوه‌ای داستانی و تمثیلی به هم پیوند می‌دهد. سلیم درمی‌یابد که تمام کودکانی که بین ساعت ۱۲ نیمه‌شب و ۱ بامداد ۱۵ آگوست ۱۹۴۷ به دنیا آمده‌اند توانایی‌هایی خارق‌العاده دارند؛ از این رو، تلاش می‌کند تا این کودکان ناهمگون را گرد هم آورد. این گردهمایی یا به عبارت دیگر کانون بچه‌های نیمه‌شب ملغمه‌ای است از همه مسائلی که هندِ هفتاد و دو ملت در روزهای آغازین استقلال با آن‌ها مواجه بود. مسائلی از قبیل تفاوت‌های فرهنگی، زبانی، مذهبی و سیاسی. سلیم به عنوان رابط تله‌پاتی دست به کار می‌شود تا صدها کودکی را که هر یک در گوشه و کنار کشور هند پراکنده‌اند دور هم جمع کند و دریابد توانایی‌های ویژه هرکدام به چه دردی می‌خورد. او پی می‌برد که در واقع کودکانی که نزدیک‌تر به نیمه‌شب، یعنی ساعت دوازده شب، به دنیا آمده‌اند، قدرت بیشتری از سایرین دارند. شیوا، خدای نابودی سلیم و پرواتی که از او با نام پرواتی جادوگر یاد می‌شود، دو کودکی هستند که توانایی‌های قابل توجهی دارند و نقش عمده‌ای را در داستان سلیم بازی می‌کنند.
در همین حال، سلیم ناگزیر است با مشکلات زندگی شخصی‌اش نیز دست و پنجه نرم کند. مهاجرت‌های پی‌درپی خانواده سلیم و جنگ‌های متعددی که در شبه‌قاره رخ می‌دهد زندگی او را تحت تأثیر قرار می‌دهد. در همین زمان، سلیم به بیماری فراموشی دچار می‌شود تا آن که در یک تبعید شبه‌اساطیری به جنگل سونداربان حافظه‌اش را بازمی‌یابد و دوباره با دوستان زمان کودکی‌اش ارتباط برقرار می‌کند. بعدتر، هنگامی که ایندیرا گاندی در هند وضعیت اضطراری اعلام می‌کند و پسرش سانجی گاندی زاغه‌نشینان را از مسجد جامع دهلی بیرون می‌کند سلیم با ایندیرا گاندی درگیر و در نتیجه دستگیر می‌شود. او مدتی را به عنوان زندانی سیاسی در زندان می‌ماند. در این بخش‌های رمان انتقاداتی به ایندیرا گاندی وارد می‌شود. سلیم سینایی فکر می‌کند ایندیرا گاندی، که از او با عنوان «بیوه سیاه» یاد می‌کند، در دوره حکومت اضطرار، پا را از حد خود فراتر گذاشته و شهوت قدرت‌طلبی چنان در او رشد کرده که پهلو به خدایی می‌زند. حکومت اضطرار پایان دوران قدرت بچه‌های نیمه‌شب را رقم می‌رند و سلیم سینایی چاره‌ای نمی‌بیند جز آن‌که به تکه‌پاره‌های زندگی‌اش چنگ بیندازد و زندگینامه خود و مردم کشور هنوز نوپایش را بنویسد و برای پسرش باقی بگذارد. پسری که مانند پدر هم سَروَر و هم قربانی زمانه خود است.

## شخصیت‌ها
در کتاب بچه‌های نیمه‌شب شخصیت‌های متعددی حضور دارند.
- کتاب اول:

| شخصیت‌ها         | توضیح                                                                                |
| --------------- | ------------------------------------------------------------------------------------ |
| سلیم سینایی     | قهرمان و راوی داستان                                                                 |
| پادما مانگرولی  | مخاطب روایت سلیم و قصهٔ زندگی او که راوی در کارخانهٔ چاشنی‌سازی داستان را برایش می‌خوانَد |
| آدم عزیز        | پدر بزرگ داستانی سلیم                                                                |
| طایی            | کرجی ران                                                                             |
| نسیم غنی        | همسر آدم عزیز و مادریزرگ راوی                                                        |
| غنی زمین‌دار     | پدر نسیم غنی                                                                         |
| اسکار لوبین     |                                                                                      |
| ایلزه لوبین     |                                                                                      |
| اینگرید         |                                                                                      |
| ؟               |                                                                                      |
| عالیه           | خالهٔ راوی که به آمینه حسادت می‌کند                                                    |
| آمینه سینایی    | مادر راوی که مادر اصلی او نیست                                                       |
| میان عبدالله    |                                                                                      |
| رانی کوچ راهین  |                                                                                      |
| نادر خان        | عاشق و همسر اولی آمینه سینایی                                                        |
| رشید؟           |                                                                                      |
| زمرد            | خالهٔ راوی                                                                            |
| ژنرال ذوالفقار  | همسر زمرد                                                                            |
| احمد سینایی     | همسر آمینه و پدر (سرپرست) راوی                                                       |
| ؟               |                                                                                      |
| ؟               |                                                                                      |
| ویلیام متوالد   | مالک قبلی منزل خانوادهٔ سینایی و دیگران                                               |
| وی ویلی وینکی   | پدر اصلی راوی و سرپرست شیوا (جای راوی و شیوا در بیمارستان عوض شده‌است)                |
| وانیتا          |                                                                                      |
| ماری پریرا      | پرستار راوی و عاشق جوزف دکوستا که راوی را با شیوا در بیمارستان عوض کرده‌است.          |
| براگانزا        | عنوان جدید ماری پریرا که صاحب کارخانهٔ چاشنی‌سازی شده‌است.                              |
| جوزف دکوستا     | معشوق انقلابی ماری پریرا که تحت تعقیب حکومت است.                                     |
| دکتر نارلیکار   | همسایهٔ خانوادهٔ سینایی و کسی که راوی را به دنیا آورده و سر احمد سینایی کلاه می‌گذارد   |
| دکتر بوز        |                                                                                      |
| ابراهیم ابراهیم | همسایهٔ خانوادهٔ سینایی                                                                |
| اسماعیل ابراهیم | همسایهٔ خانوادهٔ سینایی                                                                |
| نوزه ابراهیم    |                                                                                      |

## جوایز
بچه‌های نیمه‌شب در سال ۱۹۸۱ جایزه بوکر، جایزه ادبی انجمن انگلیسی‌زبانان و جایزه جیمز تیت را دریافت کرد. به علاوه این رمان دو بار برنده جایزه بهترین بوکرها شده‌است. بار اول در سال ۱۹۹۳ به مناسبت جشن بیست‌وپنجمین دوره جایزه بوکر و بار دوم در ۲۰۰۸ در چهلمین دوره این جایزه. این کتاب در لیست ۱۰۰ کتاب قرن لوموند قرار دارد.

## حواشی
ایندیرا گاندی به خاطر یک جمله در فصل بیست‌وهشتم کتاب، پاراگراف یکی مانده به آخر، در دادگاهی انگلیسی علیه سلمان رشدی و این کتاب شکایت کرد. در این پاراگراف آمده که سانجی گاندی، پسر ایندیرا گاندی، مرگ پدر را نتیجه بی‌توجهی مادرش می‌دانست و او را به این سبب محکوم می‌کرد. سلمان رشدی موافقت کرد این جمله را حذف کند.

## اقتباس
در اواخر دهه ۹۰ بی‌بی‌سی قصد داشت مینی‌سریالی پنج قسمتی بر اساس این رمان تولید کند و قرار بود نقش اصلی آن را راهول بوز بازی کند اما به علت فشار جامعه مسلمانان سریلانکا مجوز فیلمبرداری لغو و پروژه متوقف شد. چند سال بعد، در سال ۲۰۰۳، کمپانی رویال شکسپیر یک اقتباس تئاتری از این اثر را با همین نام، یعنی بچه‌های نیمه‌شب، روی صحنه برد و سرانجام در سال ۲۰۱۲ از این اثر فیلمی با همین نام به کارگردانی دیپا مهتا ساخته شده‌است که رشدی، نویسنده رمان، راوی این فیلم است.